# Scott Lynch
Scott Lynch (Saint Paul, 2 aprile 1978) è uno scrittore statunitense, conosciuto principalmente per la serie fantasy dei Bastardi Galantuomini.

## Biografia
Secondo quanto afferma nel suo sito, prima di diventare scrittore ha fatto numerosi altri lavori, tra cui lavapiatti, cameriere, web designer e giornalista freelance. Oltre ad essere scrittore, Scott Lynch è stato anche pompiere volontario in Minnesota e Wisconsin.
Il suo primo romanzo, Gli inganni di Locke Lamora, è stato acquistato da Simon Spanton della Orion Books ad agosto del 2004 e pubblicato a giugno 2006 in Inghilterra e negli Stati Uniti. La versione italiana esce per i tipi della casa editrice Nord nel 2007 e sarà ristampata da Mondadori nel 2020. È l'inizio della serie dei Bastardi Galantuomini, una sequenza di sette romanzi ambientati nel fantastico impero del Trono Therin che segue la vita del ladro Locke Lamora in un periodo di 15-20 anni. Lynch ha affermato che ci sarà anche un'altra serie, ambientata vent'anni dopo quella dei Bastardi Galantuomini, con nuovi protagonisti, anche questa di sette libri.

## Opere

### Serie deiBastardi Galantuomini
1. Gli inganni di Locke Lamora (The lies of Locke Lamora), Editrice Nord 2007 - Mondadori 2020
2. I pirati dell'oceano rosso (Red Seas Under Red Skies), Editrice Nord 2008 - Mondadori 2020
3. La repubblica dei ladri (The Republic of Thieves), Mondadori 2020
4. The Thorn of Emberlain (annunciato)
5. The Ministry of Necessity (annunciato)
6. The Mage and the Master Spy (annunciato)
7. Inherit the Night (annunciato)